# Caldones
Caldones es una parroquia perteneciente al Distrito Rural del concejo de Gijón (Principado de Asturias, España) y un lugar de dicha parroquia.
La parroquia tiene una extensión de 9,59 km², y en 2022 tenía una población de 456 habitantes (INE). Limita al este con la parroquia de Peón, en el concejo de Villaviciosa, al sur con las parroquias de Baldornón, Fano y Lavandera, por el oeste con Vega y al norte con Santurio y Deva. El monte Deva forma el límite con la parroquia del mismo nombre. En Caldones tiene su casa solariega la familia Rato. Es también la parroquia natal de Juan Vigil de Quiñones y Labiada, obispo de Valladolid del S.XVII.
El lugar de Caldones está situado a una altitud de 120 m y dista 8 km de la ciudad de Gijón, capital del concejo. Tenía una población de 196 habitantes (INE) en el 2022.

## Toponimia
Lo primero que evoca el nombre de la parroquia es una relación con caldu o calda ("calor que da un fuego muy vivo"), quizás en referencia a fuentes de agua caliente. De todas maneras, el filólogo especializado en lengua asturiana Ramón d'Andrés Díaz cree que esa relación es históricamente engañosa, puesto que la forma más primitiva que se registra para el topónimo es Cabdones.
El autor opina en su libro Diccionario toponímico del concejo de Gijón que el origen de la actual denominación de la parroquia podría situarse en algún nombre de persona de época romana, poseedora de alguna finca de la zona. Por ejemplo, podría proceder de Capito. La expresión Villa Capitonis habría entonces dado lugar a Cabdones en la Edad Media. La forma Caldones resultaría, de acuerdo con el filólogo, de un fenómeno evolutivo muy asturiano consistente en la conversión en "l" de una "b" al final de sílaba.

## Poblaciones
Según el nomenclátor de 2009, la parroquia comprende las poblaciones de:
- Caldones
- Garvelles (Garbelles en asturiano)
- Linares (Llinares)
- Rioseco (Riosecu)
- Robledo (Robleo)
- San Pelayo
- Villares (Los Villares)